# سائوسالیتو (کالیفرنیا)
سائوسالیتو (به انگلیسی: Sausalito) شهری در شهرستان مارین ایالت کالیفرنیا است که در سرشماری سال ۲۰۱۰ میلادی، ۷۰۶۱ نفر جمعیت داشته است.